# 伊斯兰-贝卡·阿尔比耶夫
伊斯兰-贝卡·阿尔比耶夫（1988年12月28日—），出生於克拉斯诺亚尔斯克，是俄罗斯男子摔跤运动员。曾参加2008年北京奥运和2016年里约奥运，其中在2008年北京奥运收获男子古典式60公斤级金牌。